# Armata belga
L'Armata Belga (in francese Armée Belge, in neerlandese Belgisch Leger, in tedesco Belgische Armee) costituisce l'insieme delle forze armate del Belgio.

## Storia
Nella storia del Belgio le tre forze armate tradizionali erano:
- l'Armée de terre belge;
- la Force aérienne belge;
- la Force navale belge (precedentemente Marine Royale belge).

Nel 2002 il governo decise di seguire l'esempio del Canada e impose una "struttura unica" alle forze armate fondendole nell'Armata. Come conseguenza, le tre forze armate belghe cessarono di esistere come forza armata autonoma, assumendo la denominazione attuale
Nel 1992 è stato abolito l'obbligo del servizio militare di leva.

## Composizione
Sono formate da:
1. Componente terrestre (esercito)
2. Componente aerea (aeronautica militare)
3. Componente marina (marina militare)
4. Componente medica (sanità militare)

Il bilancio nel 2009 è stato di € 4 miliardi, divisi tra le quattro componenti come segue:
- Il 63% viene speso per gli stipendi
- Il 25% viene speso per la manutenzione delle attrezzature
- Il 12% viene speso per nuovi investimenti

## Comandi
Il responsabile dell'armata è il ministro della difesa Pieter De Crem, mentre il re del Belgio ha l'incarico di comandante in capo.
Al vertice tecnico vi è il generale comandante in capo della Difesa. Vi è quindi un Dipartimento dello stato maggiore con i quattro comandanti delle componenti.
I comandi operativi delle componenti (COMOPSLAND, COMOPSAIR, COMOPSNAV e COMOPSMED) sono subordinate al Dipartimento personale per le operazioni e la formazione del Ministero della difesa, che è presieduta dal sottocapo di stato maggiore operazioni e addestramento (ACOS Ops & Trg), e al capo della Difesa (CHOD).
I compiti di polizia militare sono svolti dal Groupe Police Militaire.